# Pidgeon Cove-St. Barbe
Pour les articles homonymes, voir Sainte-Barbe.
Pidgeon Cove-St. Barbe est un district de services locaux situé au nord de l'Île de Terre-Neuve, dans la province de Terre-Neuve-et-Labrador, au Canada.

## Géographie
Pidgeon Cove-St. Barbe est situé sur la péninsule au nord-ouest de l'île de Terre-Neuve. Elle est reliée à Blanc-Sablon, au Québec, par un traversier dans le détroit de Belle-Isle dont le quai est situé dans la Baie de Sainte-Barbe.
Le navire MV Apollo traverse tous les jours de Sainte-Barbe (Terre-Neuve) à Blanc-Sablon, Québec. Il dessert aussi la côte du Labrador de la province. Avec l'achèvement de la route "Trans Labrador Highway" en Novembre 2009, le transport continental de cette zone du Canada s'est grandement accru, favorisant l'économie de Sainte-Barbe (Terre-Neuve). La croissance future du trafic sur le traversier a attiré de nouvelles entreprises non seulement à Sainte-Barbe, mais dans le reste de la péninsule nord-ouest de Terre-Neuve. La communauté a ainsi développé un secteur d'activités au service des visiteurs voyageant sur le Labrador Ferry. L'offre de services aux touristes et aux transporteurs augmentera au fur et à mesure que le trafic sur les traversiers se développeront.
Le passage des icebergs dans le détroit de Belle-Isle attire de nombreux visiteurs.

## Activités communautaires
Sainte-Barbe dispose d'un aréna au service de la région péninsulaire. La communauté accueille une variété d'événements tels que le ballon-balai, patinage et le hockey. La communauté de Sainte-Barbe est fière d'accueillir à chaque été le Festival annuel du détroit. 
Les services communautaires et d'affaires pour les résidents de Sainte-Barbe comprennent une école K-12, Viking Trail Academy (situé à 25 km au sud de Plum Point). Les soins de santé sont dispensés à Port Saunders au Centre de santé Rufus Guinchard, 130 km au sud ou détroit de Belle-Isle Clinique Flowers Cove Clinique 20 km au nord. Le service d'incendie local est basé à Pigeon Cove. La communauté a aussi un centre de service camping-cars pour les voyageurs. Les services communautaires supplémentaires, de loisirs et d'affaires se trouvent dans les communautés de la région de Plum Point et au sud (130 km) à Hawke's Bay, Port au Choix et Port Saunders.
En plus de la connexion au traversier desservant le Labrador et l'extrême est du Québec, la côte du détroit de Belle-Isle et la longue chaîne de montagnes offrent des paysages incroyables aux touristes.